# Шебойган (містечко, Вісконсин)
Шебойган (англ. Sheboygan) — місто (англ. town) в США, в окрузі Шебойґан штату Вісконсин. Населення — 8136 осіб (2020).

## Демографія
Згідно з переписом 2010 року, у місті мешкала 7271 особа в 2999 домогосподарствах у складі 2109 родин. Було 3175 помешкань
Расовий склад населення:
| - 93,2 % — білих - 4,1 % — азіатів - 0,6 % — чорних або афроамериканців - 0,2 % — корінних американців |

До двох чи більше рас належало 1,2 %. Частка іспаномовних становила 2,7 % від усіх жителів.
За віковим діапазоном населення розподілялося таким чином: 22,5 % — особи молодші 18 років, 60,3 % — особи у віці 18—64 років, 17,2 % — особи у віці 65 років та старші. Медіана віку мешканця становила 45,0 року. На 100 осіб жіночої статі у місті припадало 96,5 чоловіків;  на 100 жінок у віці від 18 років та старших — 94,3 чоловіків також старших 18 років.
Середній дохід на одне домашнє господарство  становив 96 395 доларів США (медіана — 76 550), а середній дохід на одну сім'ю — 112 692 долари (медіана — 85 673). Медіана доходів становила 58 843 долари для чоловіків та 50 208 доларів для жінок. За межею бідності перебувало 2,9 % осіб, у тому числі 3,4 % дітей у віці до 18 років та 1,2 % осіб у віці 65 років та старших.
Цивільне працевлаштоване населення становило 3920 осіб. Основні галузі зайнятості: виробництво — 35,7 %, освіта, охорона здоров'я та соціальна допомога — 17,7 %, фінанси, страхування та нерухомість — 8,1 %, мистецтво, розваги та відпочинок — 6,8 %.